# Bobov dol (obchtina)
Bobov dol (bulgare : Бобов дол) est une obchtina de l'oblast de Kyoustendil en Bulgarie.